# Midt-Troms Museum
Midt-Troms Museum er et regionmuseum som ligger i Indre Troms. Følgende kommuner ligger under Midt-Troms Museum: Balsfjord, Bardu, Målselv, Sørreisa, Tranøy, Berg, Torsken, Dyrøy og Lenvik.
Midt-Troms Museums administration ligger i Trollhaugen i Olsborg. Museet har følgende afdelinger:

## Afdeling Fjordmuseet
Fjordmuseet holder til på Storsteinnes. Denne afdeling har specialiseret sig i naturhisorie og har skiftende temaudstillinger. Museet har åbent hele året.

## Afdeling Senjamuseet
Denne afdeling ligger på øen Senja. Kontoret for Senjamuseet ligger på Stonglandseidet, med lokalhistoriske arkiver, samlinger og bibliotek. Ellers ligger det museumsafdelinger under Senjamuseet;
- Kveitmuseet og Gammelbutikken i Skrolsvik
- Senjehesten Kystforsvarsmuseum i Skrolsvik
- Hofsøya Bygdemuseum på Stonglandet
- Kaperdalen Samermuseum
- Holtermanngården i Rubbestad
- Tranøya

Museet viser en mangfoldig historie. Museumsafdelingerne under Senjamuseet holder sommeråbent, men det er muligt at bestille omvisning udenfor åbningstiderne.

## Afdeling Troms Forsvarsmuseum
Afdelingen ligger i Setermoen og viser Troms militærhistorie. Museet har åbent hele året.

## Afdeling Lenvik Museum
Denne afdeling i en gammel præstegård i Bjorelvnes, har kystkultur som hovedtema. Her ligger administrationen med udstillinger og aktivitetstilbud knyttet til kystkultur. Museet holder helårsåbent.

## administration
Den ligger i Olsborg i Målselv og har følgende museer under sig:
- Fossmotunet, Bardufoss
- Kongsvoldtunet,
- Bardu Bygdetun, Bardu
- Strømsør Fjellgård, Bardu
- Aursfjordsaga, Balsfjord
- Devvdesvoupmi (Samisk Boplass), Målselv
- Moen Mølle, Målselv
- Grunnreisgården, Sørreisa
- Kramvigbrygga, Sørreisa
- Kastnes Bygdetun, Dyrøy
- Heimly Arbeiderbruk, Dyrøy

69°02′N 18°30′Ø / 69.03°N 18.5°Ø